# Corythucha sagillata
Corythucha sagillata är en insektsart som beskrevs av Drake 1932. Corythucha sagillata ingår i släktet Corythucha och familjen nätskinnbaggar. Inga underarter finns listade i Catalogue of Life.